# Mionectes macconnelli
Mionectes macconnelli е вид птица от семейство Tyrannidae.

## Разпространение
Видът е разпространен в Боливия, Бразилия, Венецуела, Гвиана, Перу, Суринам и Френска Гвиана.